# 제원면
제원면(濟原面)은 충청남도 금산군의 면이다.

## 연혁
- 백제 시대 : 진내군
- 757년 : 진례군
- 1305년 : 금주군
- 1413년 : 금산군 동일면, 부북면
- 1896년 : 전라북도 금산군
- 1914년 3월 1일 : 부군면 통폐합으로 동일면과 부북면을 병합해 제원면으로 칭함.
- 1962년 12월 12일 : 전라북도에서 충청남도로 환원[1]

## 행정 구역
| 법정리 | 한자명 | 행정리  | 자연마을           | 비고                   |
| ------ | ------ | ------- | ------------------ | ---------------------- |
| 구억리 | 九億里 | 구억1리 | 구억말             |                        |
| 구억리 | 九億里 | 구억2리 | 평촌, 망골         |                        |
| 금성리 | 金姓里 | 금성1리 | 금성골             |                        |
| 금성리 | 金姓里 | 금성2리 | 안골               |                        |
| 길곡리 | 吉谷里 | 길곡1리 | 길곡, 새터         |                        |
| 길곡리 | 吉谷里 | 길곡2리 | 재뒤               |                        |
| 대산리 | 大山里 | 대산1리 | 한뫼 일부          |                        |
| 대산리 | 大山里 | 대산2리 | 한뫼 일부, 천앙리  |                        |
| 동곡리 | 桐谷里 | 동곡1리 | 동곡, 봉전         |                        |
| 동곡리 | 桐谷里 | 동곡2리 | 신방               |                        |
| 명곡리 | 明谷里 | 명곡1리 | 구상리             |                        |
| 명곡리 | 明谷里 | 명곡2리 | 바리실             |                        |
| 명곡리 | 明谷里 | 명곡3리 | 뒷고개             |                        |
| 명암리 | 鳴岩里 | 명암1리 | 울바우, 새터       |                        |
| 수당리 | 水塘里 | 수당1리 | 사담               |                        |
| 수당리 | 水塘里 | 수담2리 | 토성               |                        |
| 수당리 | 水塘里 | 수담3리 | 수당               |                        |
| 수당리 | 水塘里 | 수담4리 | 검단               |                        |
| 신안리 | 身安里 | 신안리  | 신안, 화원동       |                        |
| 용화리 | 龍化里 | 용화1리 | 용화               |                        |
| 용화리 | 龍化里 | 용화2리 | 가마골, 고잔       |                        |
| 저곡리 | 楮谷里 | 저곡1리 | 닥실               |                        |
| 저곡리 | 楮谷里 | 저곡2리 | 구레기, 개터       |                        |
| 제원리 | 濟原里 | 제원1리 | 제원리 일부        | 면 행정복지센터 소재지 |
| 제원리 | 濟原里 | 제원2리 | 제원리 일부        |                        |
| 천내리 | 川內里 | 천내1리 | 앞내안             |                        |
| 천내리 | 川內里 | 천내2리 | 난들, 원골, 장선이 |                        |
| 천내리 | 川內里 | 천내3리 | 뒷내안             |                        |

## 교육
- 제원초등학교 (제원리)
  - 길안분교 (폐교) - 제원면 길곡길 8 (길곡리)
- 금강초등학교 (폐교) - 제원면 닥실길 16 (저곡리)
- 제원중학교 (명암리)